# 宮永良蔵
宮永 良蔵（みやなが りょうぞう、天保4年1月25日（1833年3月16日） - 慶応3年12月22日（1868年1月16日））は、越中国砺波郡福光村（現在の富山県南砺市福光）出身の蘭学者、蘭方医。下川崎村(現在の富山県小矢部市下川崎)で加賀藩山廻役宮永正好の五男東作の子。農学者の宮永十左衛門正運からは曾孫にあたる。幼名は龍之介。通称は良三とも。名は正純。
父の東作は当時福光村で医者をしていた有沢東海の養子となり､福光橋北詰で医業を嗣いでいた。しかし、良蔵が14歳のときに死別。当時、父の実家である下川崎村の宮永家は家運が衰退していたため､やむなく母八重子の生家である福光村肝煎役石崎喜兵衛方に母子ともに引き取られ、そこで養育された。
嘉永3年（1850年）18歳のときに医学を志し、長崎で蘭学を学び、京都では名医角山の門下生となった。当時、最先端の種痘についても研究し、大阪適塾の蘭学者緒方洪庵とも交友があった。京都知恵院上立売下ルで医者を開業した。母方の叔母が仕えていた縁で、主治医として出入りしていた徳大寺公純卿が勤皇派の公卿であったため、その影響をうけ、尊皇攘夷に傾倒していった。元治元年（1864年）7月の禁門の変には、情報の伝達などで長州藩のために尽力した。また、良蔵の母方の叔父にあたる人物で、豊前国本願寺末院を預かる僧玉暎が上京して勤王運動に携わっているのを聞き、その謀議に加わった。
慶応3年（1867年）12月、患者宅へ往診の途中、倒幕の計画に参画した疑いで新選組に捕らえられ、新選組が屯所にしていた西本願寺～六角獄舎に幽閉された。拷問を受けたが、一切口を聞かず、数日後、釈放された。しかし、激しい拷問で体が衰弱しており、12月22日、35歳で没した。墓所は京都市東山区・霊山墓地にある。
明治40年（1907年）、明治天皇の特旨により従五位に叙せられた。大正7年（1918年）11月、後世に宮永良蔵の偉業を伝えるために、下川崎村に記念碑が建立された。その碑文には「贈従五位宮永良蔵先生碑　正二位勲三等子爵三室戸和光書」とある。良蔵の辞世「大君に事へそまつるその日よりわが身あるとは思はさりけ利」